# Charles Petit (senator)
Charles Louis Joseph Petit (Auvelais, 27 april 1878 - Namen, 12 augustus 1957) was een Belgisch senator en burgemeester.

## Levensloop
Charles Petit was een van de twaalf kinderen van Charles-Louis Petit (1818-1899) en van Adélaïde Bouché (1836-1900). Hij was een jongere broer van Louis Petit. Hij trouwde met Herminie De Broux (1890-1932) en ze kregen twee kinderen.
Petit behaalde het diploma van landbouwingenieur aan de landbouwhogeschool van Gembloers.
Hij werd verkozen tot gemeenteraadslid (1910) van Upigny en werd er schepen (1910-1912) en burgemeester (vanaf 1912). Zijn zoon, Louis Petit (1914-2012), was na hem burgemeester van Upigny (1957-1976).
Van 1911 tot 1946 was hij provincieraadslid voor de provincie Namen.
In 1946 werd hij gecoöpteerd PSC-senator, een mandaat dat hij uitoefende tot in 1954.